# Atletiek op de Olympische Zomerspelen 2024 – 20 kilometer snelwandelen mannen
De 20 kilometer snelwandelen voor mannen op de Olympische Zomerspelen 2024 vond plaats op 1 augustus. De Ecuadoraan Brian Pintado won het goud, voor de Braziliaan Caio Bonfim en Álvaro Martín uit Spanje.

## Records
Voorafgaand aan het toernooi waren dit het wereldrecord en het olympisch record.
| Wereldrecord     | Yusuke Suzuki | 1:16.36 | Nomi   | 15 maart 2015   |
| Olympisch record | Chen Ding     | 1:18.46 | Londen | 4 augustus 2012 |

## Resultaten
| Rang   | Atleet                           | NOC | Tijd              | Achterstand       | Bijz. |
| ------ | -------------------------------- | --- | ----------------- | ----------------- | ----- |
| Goud   | Brian Pintado                    | ECU | 1:18.55           |                   |       |
| Zilver | Caio Bonfim                      | BRA | 1:19.09           | + 0.14            |       |
| Brons  | Álvaro Martín                    | ESP | 1:19.11           | + 0.16            |       |
| 4      | Massimo Stano                    | ITA | 1:19.12           | + 0.17            |       |
| 5      | Evan Dunfee                      | CAN | 1:19.16           | + 0.21            |       |
| 6      | Misgana Wakuma                   | ETH | 1:19.31           | + 0.36            | NR    |
| 7      | Koki Ikeda                       | JPN | 1:19.41           | + 0.46            |       |
| 8      | Yuta Koga                        | JPN | 1:19.50           | + 0.55            |       |
| 9      | Aurélien Quinion                 | FRA | 1:19.56           | + 1.01            | PB    |
| 10     | Zhang Jun                        | CHN | 1:19.56           | + 1.01            |       |
| 11     | Declan Tingay                    | AUS | 1:19.56           | + 1.01            | SB    |
| 12     | Rhydian Cowley                   | AUS | 1:20.04           | + 1.09            |       |
| 13     | Noel Chama                       | MEX | 1:20.19           | + 1.24            | NR    |
| 14     | Ricardo Ortiz                    | MEX | 1:20.27           | + 1.32            |       |
| 15     | David Hurtado                    | ECU | 1:20.30           | + 1.35            |       |
| 16     | Callum Wilkinson                 | GBR | 1:20.31           | + 1.36            |       |
| 17     | Paul McGrath                     | ESP | 1:20.32           | + 1.37            |       |
| 18     | Ryo Hamanishi                    | JPN | 1:20.33           | + 1.38            |       |
| 19     | Christopher Linke                | GER | 1:20.35           | + 1.40            |       |
| 20     | Francesco Fortunato              | ITA | 1:20.38           | + 1.43            |       |
| 21     | Perseus Karlström                | SWE | 1:21.05           | + 2.10            |       |
| 22     | Samuel Kireri Gathimba           | KEN | 1:21.26           | + 2.31            | SB    |
| 23     | Leo Köpp                         | GER | 1:21.36           | + 2.41            |       |
| 24     | Gabriel Bordier                  | FRA | 1:21.40           | + 2.45            |       |
| 25     | Jordy Jiménez                    | ECU | 1:21.44           | + 2.49            |       |
| 26     | Luis Henry Campos                | PER | 1:22.00           | + 3.05            | SB    |
| 27     | Artur Brzozowski                 | POL | 1:22.11           | + 3.16            |       |
| 28     | Max Batista Goncalves dos Santos | BRA | 1:22.16           | + 3.21            |       |
| 29     | Maher Ben Hlima                  | POL | 1:22.34           | + 3.39            |       |
| 30     | Vikash Singh                     | IND | 1:22.36           | + 3.41            |       |
| 31     | Li Yandong                       | CHN | 1:22.46           | + 3.51            |       |
| 32     | Veli-Matti Partanen              | FIN | 1:22.56           | + 4.01            |       |
| 33     | Diego García                     | ESP | 1:23.10           | + 4.15            |       |
| 34     | Dominik Černý                    | SVK | 1:23.25           | + 4.30            |       |
| 35     | Kyle Swan                        | AUS | 1:23.32           | + 4.37            |       |
| 36     | Wang Zhaozhao                    | CHN | 1:23.40           | + 4.45            |       |
| 37     | Paramjeet Singh Bisht            | IND | 1:23.48           | + 4.53            |       |
| 38     | José Alejandro Barrondo          | GUA | 1:24.17           | + 5.22            |       |
| 39     | Matheus Corrêa                   | BRA | 1:24.25           | + 5.30            |       |
| 40     | Ihor Hlavan                      | UKR | 1:24.52           | + 5.57            |       |
| 41     | Riccardo Orsoni                  | ITA | 1:25.08           | + 6.13            |       |
| 42     | Choe Byeong-kwang                | KOR | 1:26.15           | + 7.20            |       |
| 43     | Érick Barrondo                   | GUA | 1:26.19           | + 7.24            |       |
| 44     | Máté Helebrandt                  | HUN | 1:27.17           | + 8.22            |       |
| 45     | Salih Korkmaz                    | TUR | 1:29.05           | + 10.10           | SB    |
| 46     | Bence Venyercsán                 | HUN | 1:29.14           | + 10.19           |       |
|        | César Rodríguez                  | PER | Niet gefinisht    | Niet gefinisht    |       |
|        | Akshdeep Singh                   | IND | Niet gefinisht    | Niet gefinisht    |       |
|        | José Luis Doctor                 | MEX | Gediskwalificeerd | Gediskwalificeerd |       |

1956: Leonid Spirin ·
1960: Volodymyr Holoebnytsjy ·
1964: Ken Matthews ·
1968: Volodymyr Holoebnytsjy ·
1972: Peter Frenkel ·
1976: Daniel Bautista ·
1980: Maurizio Damilano ·
1984: Ernesto Canto ·
1988: Jozef Pribilinec ·
1992: Daniel Plaza ·
1996: Jefferson Pérez ·
2000: Robert Korzeniowski ·
2004: Ivano Brugnetti ·
2008: Valeri Bortsjin ·
2012: Chen Ding ·
2016: Wang Zhen ·
2020: Massimo Stano ·
2024: Brian Pintado